# Taxi (tom wierszy)
Taxi – tom poetycki Andrzeja Sosnowskiego, wydany w 2003 roku w Legnicy przez Biuro Literackie w ramach serii Port Legnica (nr 8).

## Historia
Poeta Krzysztof Siwczyk przekonał ostatecznie autora do wyboru takiego, wcześniej zamierzonego tytułu książki. Autor wspominał następująco tę sytuację: Krzysztof Siwczyk ostatecznie przekonał mnie do rzuconego mimochodem tytułu, kiedy powiedział: – Tak, tak. Człowiek wychodzi w nocy na ulicę i mówi już tylko jedno słowo: taxi! – Jechaliśmy wtedy nocą dobry kawałek drogi taksówką z Mikołowa do Gliwic i ta uwaga wydała mi się jakoś ogólnie i sytuacyjnie bardzo trafna, a nigdy wcześniej o czymś takim nie pomyślałem. Książka była promowana podczas spotkań autorskich w 2004 roku w Bielawie, Bystrzycy Kłodzkiej, Lądku-Zdroju, Stroniu Śląskim i Wrocławiu. Zdaniem Aliny Siewieściak: [w]irtualizacja rzeczywistości i podmiotu […] od tomu Taxi anektuje metaforykę kosmologiczno-informatyczną.